# Campionati africani di nuoto 2006
Gli VIII Campionati africani di nuoto si sono svolti dall'11 al 16 settembre 2006 a Dakar, Senegal.

## Podi

### Uomini
| Evento               | Oro | Perform. | Argento | Perform. | Bronzo | Perform. |
| Stile libero         | |          | |          | |          |
| 50 m                 | Salim Iles                                                                                               | 22"65    | Shaun Harris                                                                                                   | 22"96    | Jason Dunford                                                                                                   | 23"31    |
| 100 m                | Nabil Kebbab                                                                                             | 50"57    | Jason Dunford                                                                                                  | 51"07    | Shaun Harris | 51"29    |
| 200 m                | Nabil Kebbab                                                                                             | 1'52"05  | Jason Dunford                                                                                                  | 1'53"69  | John Ellis | 1'54"65  |
| 400 m                | Ahmed Mathlouthi                                                                                         | 3'58"75  | Mohamed Mettigi                                                                                                | 4'02"13  | Mohamed Magdy                                                                                                   | 4'02"92  |
| 800 m                | Mohamed Magdy                                                                                            | 8'21"12  | Mohamed Mettigi                                                                                                | 8'22"74  | Ahmed Mathlouthi                                                                                                | 8'24"00  |
| 1500 m               | Chad Ho                                                                                                  | 15'52"52 | Mohamed Magdy                                                                                                  | 16'03"21 | Ahmed Mathlouthi                                                                                                | 16'07"11 |
| Dorso                | |          | |          | |          |
| 50 m                 | Jason Dunford                                                                                            | 26"83    | David Dunford                                                                                                  | 26"98    | Stuart Rogers                                                                                                   | 27"04    |
| 100 m                | David Dunford                                                                                            | 58"17    | Stuart Rogers                                                                                                  | 58"98    | Naoufel Benabid                                                                                                 | 59"26    |
| 200 m                | David Dunford                                                                                            | 2'06"48  | Stuart Rogers                                                                                                  | 2'06"74  | Naoufel Benabid                                                                                                 | 2'06"93  |
| Rana                 | |          | |          | |          |
| 50 m                 | Thabang Moeketsane                                                                                       | 28"95    | Malick Fall | 29"47    | Mehdi Hamama | 30"24    |
| 100 m                | Thabang Moeketsane                                                                                       | 1'03"39  | Sofiane Daid                                                                                                   | 1'03"78  | Malick Fall | 1'04"18  |
| 200 m                | Sofiane Daid                                                                                             | 2'17"67  | Thabang Moeketsane                                                                                             | 2'19"41  | Sherif Madkour                                                                                                  | 2'23"73  |
| Farfalla             | |          | |          | |          |
| 50 m                 | Salim Iles                                                                                               | 24"75    | Jason Dunford                                                                                                  | 24"88    | Fouche Venter                                                                                                   | 25"17    |
| 100 m                | Jason Dunford                                                                                            | 53"88    | Ahmed Salah | 55"00    | Fouche Venter                                                                                                   | 55"40    |
| 200 m                | Ahmed Salah                                                                                              | 2'02"95  | Sofiane Daid                                                                                                   | 2'03"64  | Mostafa Atef | 2'05"60  |
| Misti                | |          | |          | |          |
| 200 m                | Taki Mrabet                                                                                              | 2'06"84  | Ahmed Mathlouthi                                                                                               | 2'06"99  | Mehdi Hamama | 2'07"14  |
| 400 m                | Stuart Rogers                                                                                            | 4'31"48  | Taki Mrabet | 4'33"54  | Mohamed Gadallah                                                                                                | 4'34"81  |
| Staffette            | |          | |          | |          |
| 4x100 m stile libero | Algeria Nabil Kebbab (50"83) Badis Djendouci (53"99) Naoufel Benabid (53"05) Salim Iles (50"28)          | 3'28"15  | Sudafrica Shaun Harris (51"35) Ryan De Klerk (53"36) Stuart Rogers (52"65) Fouche Venter (51"11)               | 3'28"47  | Egitto Mohamed Mamdouh (52"29) Ahmed Salah (53"82) Ahmed Mustafa (54"08) Abdel Rahman A. Bakr (51"62)           | 3'31"81  |
| 4x200 m stile libero | Algeria Medhi Hamama (1'57"27) Ryad Djendouci (1'55"91) Naoufel Benabid (1'59"17) Nabil Kebbab (1'52"97) | 7'45"32  | Tunisia Mohamed Mettigi (1'59"96) Anouar Bennaceur (1'56"81) Taki M'Rabet (1'56"98) Ahmed Mathlouthi (1'56"72) | 7'50"47  | Egitto Mohamed Magdy (1'58"18) Aziz Mazen (1'58"12) Mohammed Gad Allah (1'59"01) Abdel Rahman A. Bakr (1'57"88) | 7'53"19  |
| 4x100 m misti        | Sudafrica Stuart Rogers (58"95) Thabang Moeketsane (1'02"47) Fouche Venter (54"72) Shaun Harris (50"38)  | 3'46"52  | Algeria Naoufel Benabid (58"93) Sofiane Daid (1'02"53) Nabil Kebbab (57"24) Salim Iles (50"42)                 | 3'49"12  | Egitto Mohamed Tarek Salah (1'00"76) Ayman Khatab (1'05"71) Ahmed Salah (54"80) Abdel Rahman A. Bakr (52"07)    | 3'53"34  |

### Donne
| Evento               | Oro | Perform. | Argento | Perform. | Bronzo | Perform. |
| Stile libero         | |          | |          | |          |
| 50 m                 | Sarra Chahed                                                                                                 | 27"13    | Marielle Rogers | 27"44    | Samantha Richter | 27"56    |
| 100 m                | Leone Vorster                                                                                                | 57"67    | Sarra Chahed | 58"01    | Samantha Richter | 59"44    |
| 200 m                | Leone Vorster                                                                                                | 2'01"92  | Maroua Mathlouthi | 2'06"81  | Shrone Austin | 2'07"60  |
| 400 m                | Leone Vorster                                                                                                | 4'17"44  | Natalie du Toit | 4'24"83  | Shrone Austin | 4'26"21  |
| 800 m                | Maroua Mathlouthi                                                                                            | 8'57"69  | Shrone Austin | 9'04"09  | Natalie du Toit | 9'12"21  |
| 1500 m               | Shrone Austin                                                                                                | 17'07"28 | Maroua Mathlouthi | 17'27"32 | Natalie du Toit | 17'49"42 |
| Dorso                | |          | |          | |          |
| 50 m                 | Lehesta Kemp                                                                                                 | 30"96    | Dina Hegazy | 31"22    | Khadija Ciss | 31"44    |
| 100 m                | Lehesta Kemp                                                                                                 | 1'04"93  | Dina Hegazy | 1'05"51  | Karima Lahmar | 1'07"24  |
| 200 m                | Lehesta Kemp                                                                                                 | 2'20"99  | Tanya Bouffe | 2'22"03  | Dina Hegazy | 2'23"07  |
| Rana                 | |          | |          | |          |
| 50 m                 | Tamaryn Laubscher                                                                                            | 33"33    | Meriem Lamri | 34"02    | Sara El Bekri | 34"05    |
| 100 m                | Tamaryn Laubscher                                                                                            | 1'11"84  | Meriem Lamri | 1'12"95  | Sara El Bekri | 1'14"17  |
| 200 m                | Tamaryn Laubscher                                                                                            | 2'32"64  | Sara El Bekri | 2'37"97  | Lydia Yefsah | 2'38"93  |
| Farfalla             | |          | |          | |          |
| 50 m                 | Elzanne Werth                                                                                                | 28"57    | Leone Vorster | 28"65    | Samantha Richter | 29"13    |
| 100 m                | Elzanne Werth                                                                                                | 1'02"57  | Fella Bennaceur | 1'03"41  | Mariem Meddeb | 1'04"42  |
| 200 m                | Sarah Hadjabderahmane                                                                                        | 2'16"72  | Louise Smyth | 2'19"26  | Mariem Meddeb | 2'24"06  |
| Misti                | |          | |          | |          |
| 200 m                | Tamaryn Laubscher                                                                                            | 2'21"76  | Maroua Mathlouthi | 2'22"85  | Tanya Bouffe | 2'23"91  |
| 400 m                | Maroua Mathlouthi                                                                                            | 4'55"58  | Souad Nafisa Cherouati | 5'03"50  | Shrone Austin | 5'09"15  |
| Staffette            | |          | |          | |          |
| 4x100 m stile libero | Sudafrica Elzanne Werth (59"68) Tamaryn Laubscher (59"28) Lehesta Kemp (59"56) Leone Vorster (57"33)         | 3'55"85  | Tunisia Sarra Chahed (58"05) Nadia Chahed (59"92) Mariem Meddeb (1'00"81) Maroua Mathlouthi (59"79)                       | 3'58"17  | Algeria Fella Bennaceur (1'00"18) Souad Nafisa Cherouati (1'01"40) Sarah Hadjabderahmane (1'01"76) Kenza Matoub (1'00"06) | 4'03"40  |
| 4x200 m stile libero | Sudafrica Leone Vorster (2'05"76) Elzanne Werth (2'07"27) Louise Smyth (2'12"98) Tamaryn Laubscher (2'10"19) | 8'36"20  | Algeria Kenza Matoub (2'08"21) Fella Bennaceur (2'10"79) Souad Nafisa Cherouati (2'11"50) Sarah Hadjabderahmane (2'10"10) | 8'40"60  | Tunisia Sarra Chahed (2'10"48) Raoudha Rebai (2'13"61) Mariem Meddeb (2'14"98) Maroua Mathlouthi (2'06"76)                | 8'45"86  |
| 4x100 m misti        | Sudafrica Lehesta Kemp (1'05"69) Tamaryn Laubscher (1'11"32) Elzanne Werth (1'03"75) Leone Vorster (57"98)   | 4'18"74  | Algeria Karima Lahmar (1'08"16) Mériem Lamri (1'14"95) Sarah Hadjabderahmane (1'05"27) Fella Bennaceur (58"71)            | 4'37"09  | Egitto Dina Hegazy (1'06"62) Salma Raouf Gasser (1'16"87) May Attef (1'06"47) Heba Yehia (1'00"22)                        | 4'30"18  |

## Medagliere
| Posizione | Paese      | Oro | Argento | Bronzo | Totale |
| --------- | ---------- | --- | ------- | ------ | ------ |
| 1         | Sudafrica  | 20  | 10      | 9      | 39     |
| 2         | Algeria    | 8   | 9       | 8      | 25     |
| 3         | Tunisia    | 5   | 10      | 5      | 20     |
| 4         | Kenya      | 4   | 4       | 1      | 9      |
| 5         | Egitto     | 2   | 4       | 7      | 13     |
| 6         | Seychelles | 1   | 1       | 3      | 5      |
| 7         | Senegal    | 0   | 1       | 2      | 3      |
| 7         | Marocco    | 0   | 1       | 2      | 3      |
| 9         | Zimbabwe   | 0   | 0       | 3      | 1      |
| Totale    | Totale     | 40  | 40      | 40     | 120    |